# Igor Nedeljković
Igor Nedeljković (Kirin Serbia: Игор Недељковић, sinh 24 tháng 9 năm 1991) là một cầu thủ bóng đá Serbia thi đấu ở vị trí Tiền đạo cho câu lạc bộ Albania Flamurtari Vlorë.

## Cuộc sống ban đầu
Nedeljković sinh ra ở Belgrade, Nam Tư từ gia đình Serbia.

## Sự nghiệp câu lạc bộ

### Hong Kong Pegasus
Ngày 27 tháng 7 năm 2017. Nedeljković gia nhập đội bóng Giải bóng đá Ngoại hạng Hồng Kông Hong Kong Pegasus. Ngày 26 tháng 8 năm 2017, anh ra mắt trong trận thắng 0–1 trên sân khách trước Southern District sau khi được có mặt trong đội hình xuất phát và ghi bàn từ chấm phạt đền.

### Flamurtari Vlorë
Ngày 7 tháng 12 năm 2017. Nedeljković ký hợp đồng với đội bóng Albanian Superliga Flamurtari Vlorë. Ngày 26 tháng 1 năm 2018, anh ra mắt trong chiến thắng 1–0 trên sân nhà trước Partizani Tirana sau khi thay người ở phút 46 cho Victor Juffo.